# Frea annulicornis
Frea annulicornis är en skalbaggsart som beskrevs av Stefan von Breuning 1942. Frea annulicornis ingår i släktet Frea och familjen långhorningar. Inga underarter finns listade i Catalogue of Life.